# Palácio Ducal (Génova)

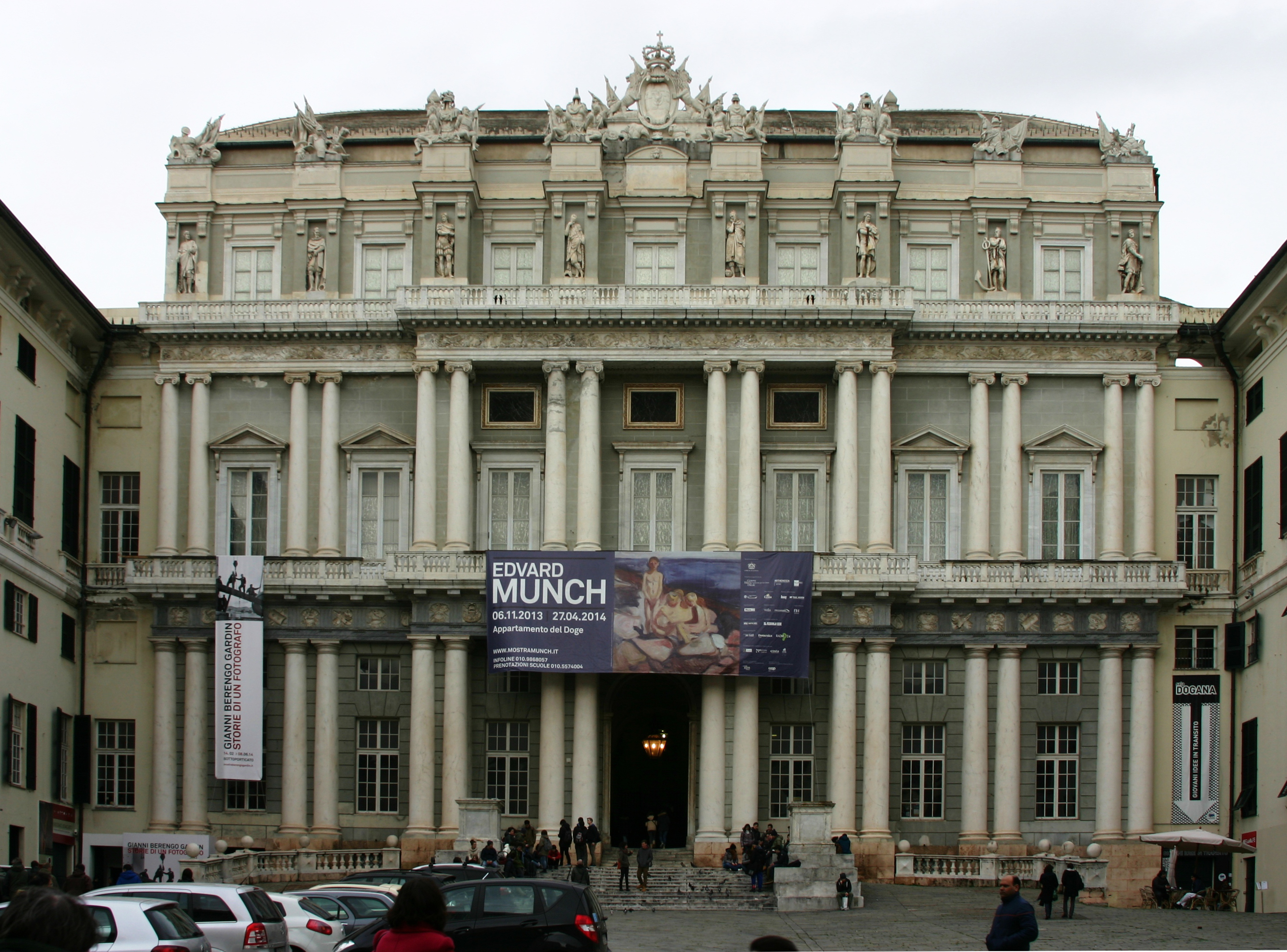
Fachada do Palazzo Ducale di Genova, entrada principal pela Piazza Matteotti

O Palácio Ducal de Gênova (em italiano: Palazzo Ducale di Genova) e um dos principais edifícios históricos da cidade de Génova. Antiga resdiência dos doges da República de Génova, é actualmente um dos principais polos museulógicos da capital da Ligúria.
Deixado ao abandono por longo tempo, e usado como sede dos gabinetes judicários antes da construção, na década de 1970, do novo palácio de justiça no Bairro de Portoria, viu completar o seu restauro por ocasião das Colombíadas de 1992, com as quais foram comemorados Cristóvão Colombo e o quinto centenário da descoberta da América.
Actualmente, acolhe no piano nobile (andar nobre) importantes mostras de arte, debates e convénios (organizados nas salas afrescadas do Conselho Maior e do Conselho Menor) e, nos pátios e arcadas, estabelecimentos comerciais e de restauração.
Em 2001, encontraram-se aqui em congresso os Chefes de Estado e de Governo reunidos em Génova para o G8. Em torno do centro histórico foi instituida uma blindadíssima "zona vermelha", que não serviu, porém, para evitar, pelo menos no seu exterior, aqueles que passaram à história como os "factos do G8 de Génova".

## História
O Palazzo Ducale di Genova foi edificado sobre estruturas medievais preexistentes. Originalmente estava situado na fronteira com o quarteirão-enclave da poderosa família Doria, delimitado pelo perímetro da actual Piazza San Matteo. A construção do palácio ocorreu no final do século XIII, um momento de grande esplendor das antigas Repúblicas marítimas. Ao período medieval remonta, também, uma parte da Torre Grimaldina, a qual foi construída entre 1251 e 1275, vindo a ser aumentada em 1539.

### Das origens ao incêndio de 1777

#### Estruturas medievais preexistentes
O dimínio doriano estava estrategicamente situado de forma a controlar a saída da cidadde do século XI pela Porta de Serravalle, próximo da Cattedrale di San Lorenzo; posteriormente incluído na cerca pela Mualha do Barbarossa, tornou-se, então, no ponto nevrálgico da cidade, servindo de passagem da parte antiga e da zona de Luccoli para a saída de Acquasola.
O domínio dos Doria, pela zona de São Marcos, incluia nos seus limites meridionais as casas situadas na actual Ladeira do Arcebispado e Via Reggio. Tratava-se duma fila de casas em banda, colocadas exactamente contra as muralhas carolíngeas, estreitada entre esta e um torreão defensivo a levante, construído no sítio da actual Piazza Matteotti, próximo da ala poente do Palazzo Ducale.
Destas casas, foram vendidas quatro, em 1251, por Guglielmo Doria a Argentina Fieschi, esposa do Conde de Lavagna, Alberto Fieschi, da poderosa Casa Fieschi. Estes pensavam erguer aqui um grande palácio, encostado às outras casas junto à Cattedrale di San Lorenzo, tencionando, deste modo, criar um núcleo urbano estrategicamente tão forte quanto o vizinho pertencente aos Doria.

#### A Torre Grimaldina

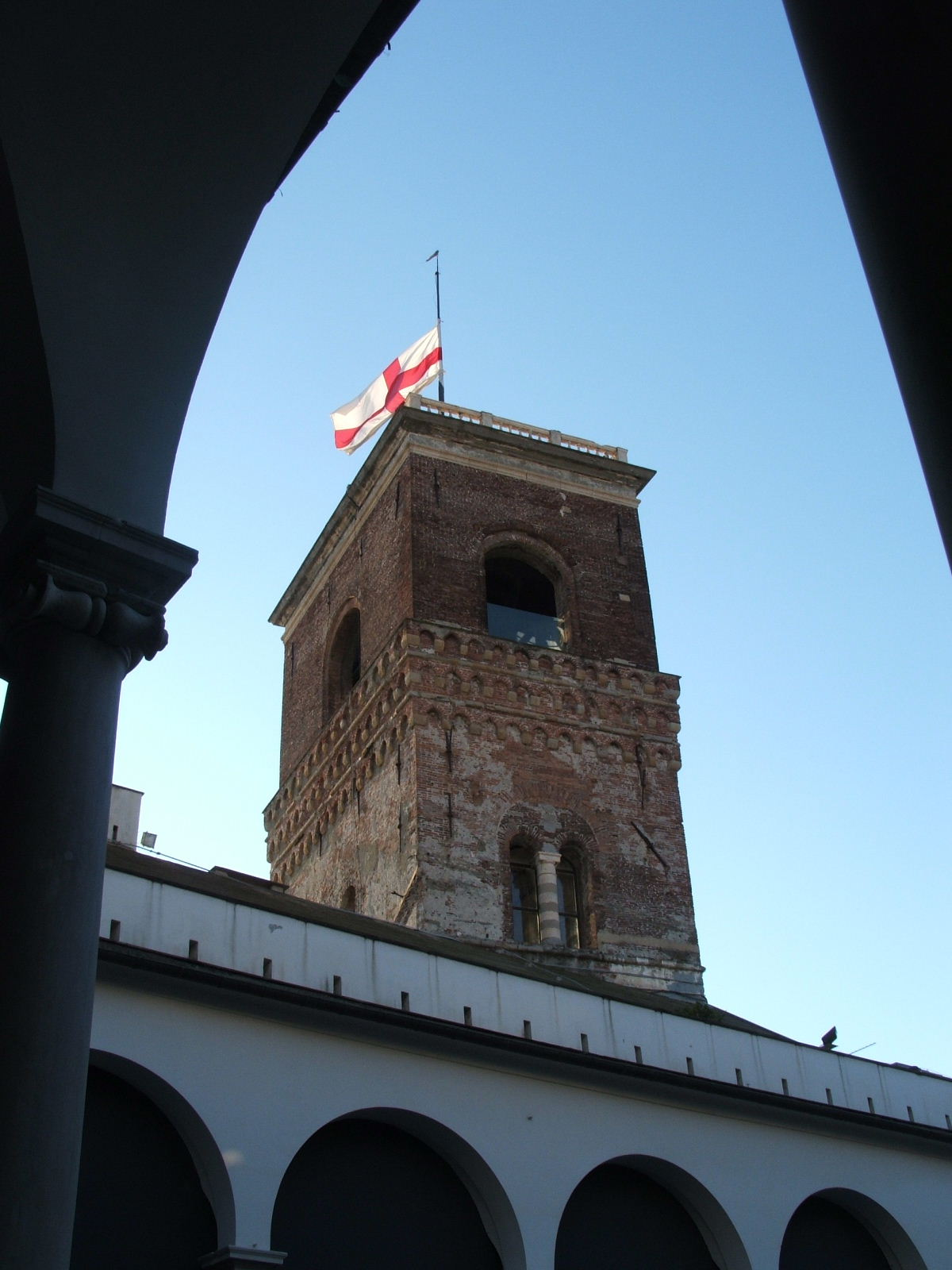
Vista parcial da Torre Grimaldina

Para este palácio, Alberto Fieschi mandou construir uma torre, que corresponde à torre do actual palácio, com excepção da cela campanária no topo, acrescentada posteriormente.
A construção da torre por Alberto é confirmada pelo facto desta não constar nos documentos de venda das casas pelos Doria, em 1251, mas aparecer nos de utilização do palácio pela comuna depois do exílio de Alberto, em 1271. O palácio estendia-se, com uma arcada de quatro arcos, a levante de tal torre.
As intenções dos Fieschi na zona de Serravalle, próximo de San Lorenzo, foram abandonadas em seguida, trasferindo-se a família para as suas propriedades, situadas principalmente na parte oriental da cidade. O palácio de Alberto Fieschi, quando este teve que abandonar Génova como furagido durante a luta entre as facções, foi tomado pelo Capitano del Popolo entre 1271 e 1272.
Alberto Fieschi viria a falecer, em 1273, sem poder regressar a Génova.

#### Palácio doCapitano del Popolo
O seu palácio tornava-se, agora, sede do Capitano del Popolo, que por esse motivo tinha abandonado a sua sede inicial, o Palazzo San Giorgio. Leonardo Fieschi, filho de Alberto, não voltaria a recuperar a posse do palácio paterno, o qual continuava como sede do governo e onde, então, também se realizavam as reuniõe do Conselho dos Anciões.
As negociações entre o governo e os Fieschi prolongaram-se por muito tempo. Por fim, quando o governo decidiu criar uma nova sede, bem maior que o Palazzo San Giorgio, a decisão foi tomada. A comuna alargou a propriedade adquirindo algumas casas contíguas, também pertencentes aos Doria e situadas no lugar da actual Loggia degli Abati, a poente da torre de Alberto, em 1291.
Com esta aquisição, a comuna iria empreender a reestruturação de todo o complexo.

#### O Palazzo degli Abati
Os Fieschi venderam o palácio definitivamente em 1294, por um preço elevadíssimo saldado em 1303. A comuna mandou construir um corpo arcado a poente da torre, colocando-o simetricamente em relação ao loggiato da casa de Alberto Fieschi, tornando-se este no primeiro núcleo do Palazzo Comunale (Palácio Comunal), ou Palazzo degli Abati (Palácio dos Abades).

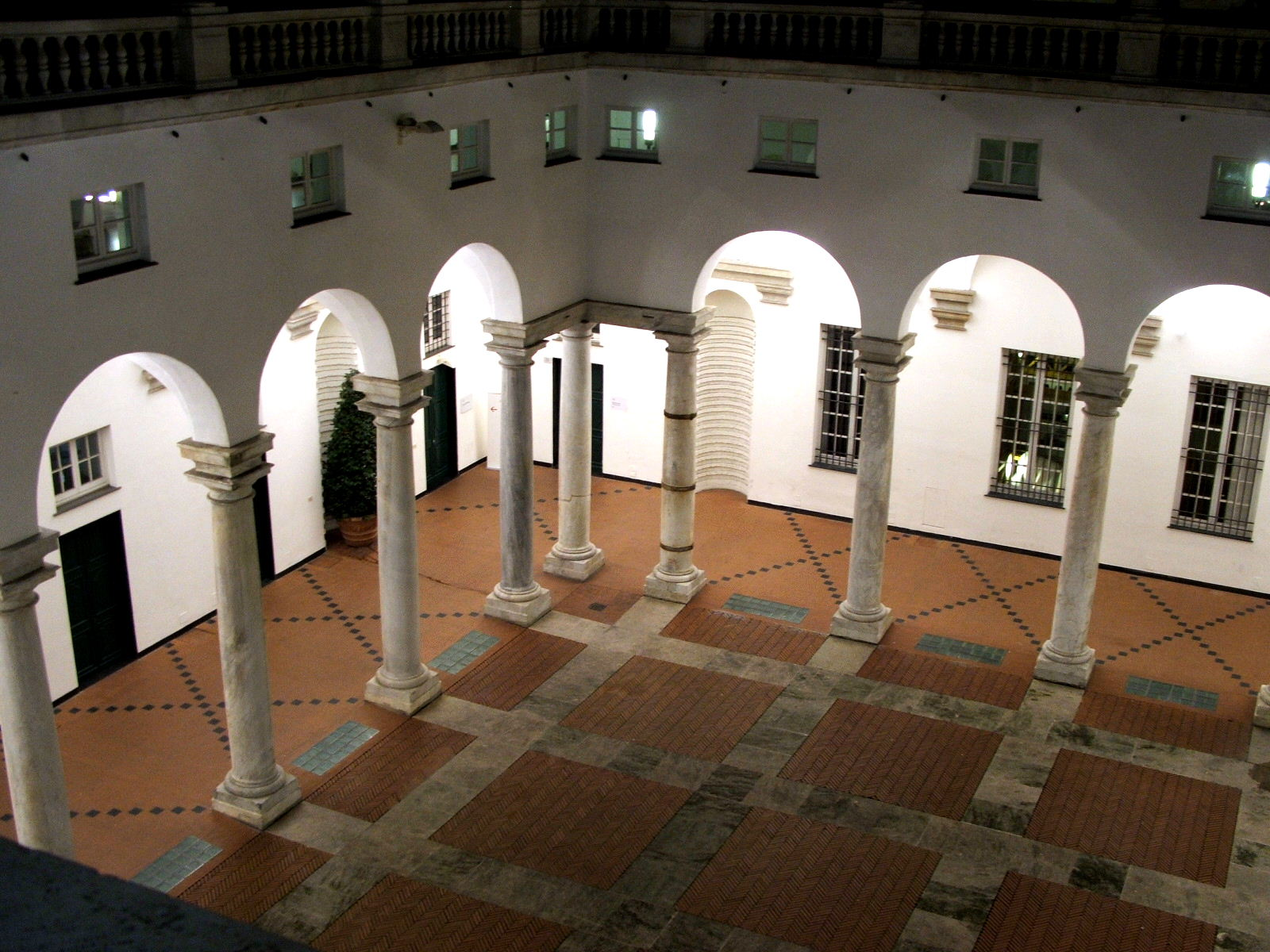
Pátio quinhentista do Palazzo Ducale di Genova, projectado por Andrea Ceresola

Os edifícios medievais reapareceram sob o reboco quinhentista dos edifícios ducais durante os restauros de Poggi e Orlando Grosso, os quais colocaram em evidência, sobretudo, segundo a perspectiva da Ladeira do Arcebispado e da Via Tommaso Reggio, a parte do primeiro palácio com a Loggia degli Abati e, ao lado desta, a torre do palácio de Alberto Fieschi.

#### Séculos XVI e XVII
Em 1539 deu-se a já citada elevação da Torre Grimaldina, com a adição da cela campanária que ainda hoje pode ser vista.
Na década de 1590, o palácio viria a ser ampliado segundo um projecto de Andrea Ceresola, dito il Vannone, o qual reestruturou o edifício com a adição do pátio, que ainda hoje constitui uma das partes mais espectaculares, do ponto de vista arquitectónico, de todo o complexo.
No século XVII, foram pintados, na Capela Ducal, afrescos por Giovanni Battista Carlone (1655) e Domenico Fiasella

### Do incêndio de 1777 à actualidade
O Palazzo Ducale di Genova foi devastado por um incêndio, em 1777, e reconstruído dentro do ano seguinte. Na manhã de 3 de Novembro daquele ano, as chamas irromperam por alguns ambientes do velho palácio ducal, então chamado de Real Palazzo.
Alguns populares, vendo uma insólita coluna de fumaça a sair do telhado junto à Torre Grimaldina, advertiram a guarda no portão da Piazza Nuova. O oficial de serviço, efectuando um primeiro reconhecimento, descobriu que o foco do incêndio se situava nos andares elevados da ala poente, onde estavam a arder as traves do telhado e os tectos.
Rapidamente iniciaram os socorros, sendo logo avisados os Eccellentissimi Residenti (Excelentíssimos Residentes), ou seja, os dois patrícios, ou due di casa (dois de casa), residentes no palácio. Este apressaram-se a sair dos seus aposentos, situados na parte voltada para a Piazza San Matteo, e advertiram o Doge Giuseppe Lomellini, saindo este, por sua vez, com toda a pressa para o pátio arcado de poente.

#### Crónica de um incêndio
Entretanto, o incêndio propagava-se e, cerca das 8 horas da manhã, chamavam-se de emergência todas as forças disponíveis. Uma ordem transmitida a todos os quartéis chamava as tropas; fez-se acorrer a boa vontade das galés estacionadas no porto, dirigidas por Giovanni Battista Spinola e Carlo Staglieno. Por fim, chamaram-se porteiros, pedreiros e carpinteiros. Fazia-se de tudo para salvar os arquivos e para retirar as munições da vizinhança do fogo.
O capitão da Câmara, Gaetano Perucco, recebia do doge ordens para cortar o tecto de forma a bloquear a progressão do incêndio, que estava em risco de chegar às Salas Maior e Menor do Conselho. Perucco, achando tal medida exagerada não a executou; o incêno estendeu-se, então, à aprte central. Salvaram-se as alas, a de levante, com a armaria, e a de poente, coms os aposentos do doge. O maior receio era que o fogo atingisse os depósitos de pólvora das caves do palácio, pelo que grande parte dos habitantes dos quarteirões limítrofes abandonaram as suas casas.
Depois de muitas horas, o fogo foi extinto e os danos avaliados. Tinha ardido o telhado sobre as duas salas do Conselho, cujos tectos estavam irreparavelmente danificados. Nesta parte tinham sido destruídas, chamuscadas ou semi-carbonizadas as pinturas de Marco Franceschini e de Francesco Solimena, e com estas os ornamentos de Aldobrandini (eram as perspectivas e os monocromáticos com os quais o bolonhês Tommaso Aldobrandini havia ornado as molduras do seu concidadão Marcantonio Franceschini).
A fachada, que na época não se encontrava aberta para a cidade, mas antes separada através dum pátio fechado cortina-caserna na Piazza Nuova, estava devastada e com as paredes enegrecidas.

#### O inquérito e as primeiras soluções de restauro

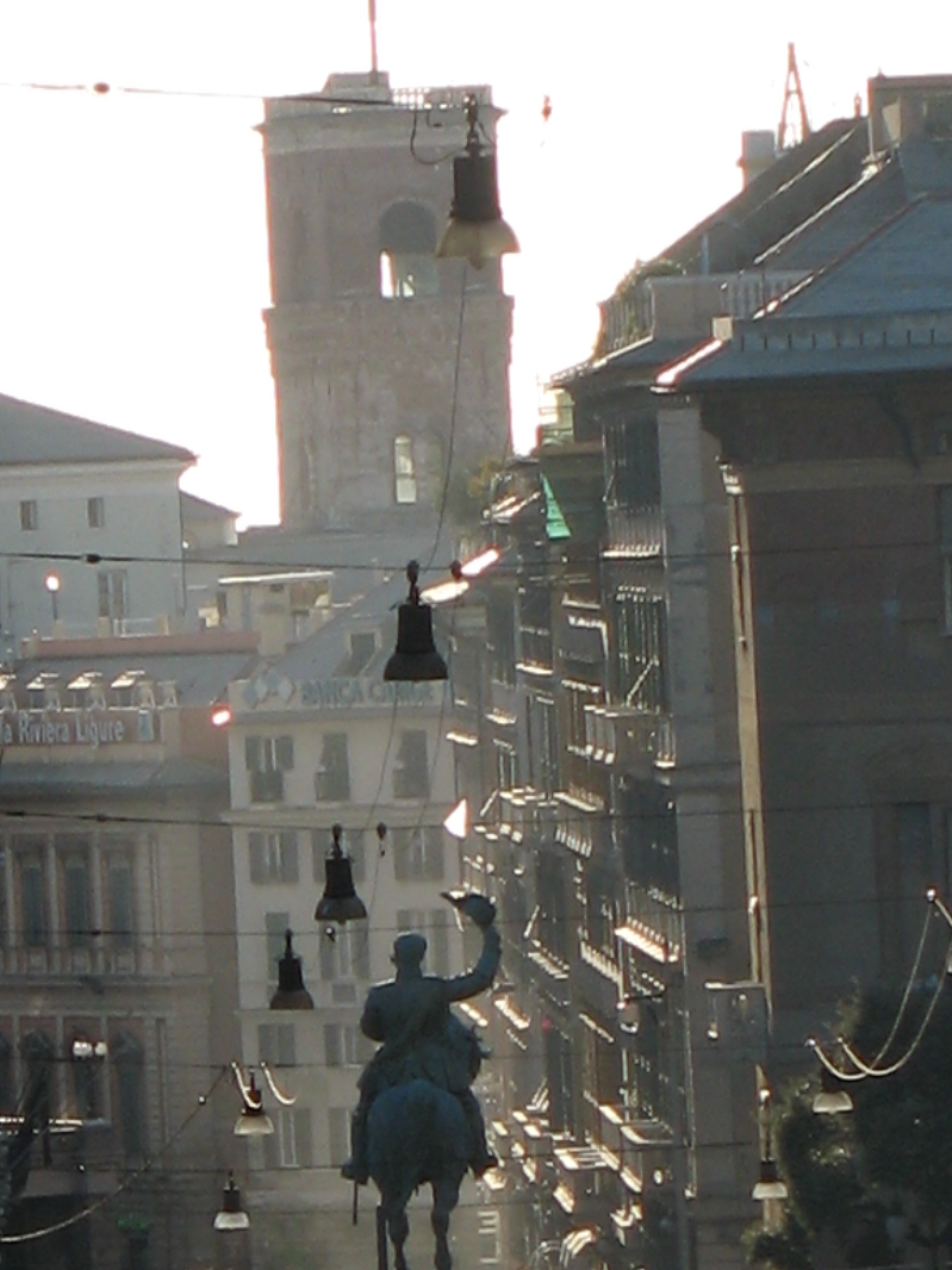
A Torre Grimaldina vista da Piazza Corvetto

Seguiu-se um inquérito, para o qual o General dos Exércitos cumpriu uma pesquisa. Nos quartéis da tropa descobriu-se que os militares, inscluindo os que não tinham direito (os graduados de carreira, ditos "pane bianco"), haviam tomado o hábito de instalar-se nas caserna e de abrir chaminés com tubos para a saída de fumos. Por outro lado, numerosas famílias que ali viviam tinham instalado ainda mais perigosas cozinhas ou fornos, inclusive nos subterrâneos. Todos estes habitantes foram expulsos, apesar das súplicas daqueles que não tinham para onde ir. Descobriu-se depois que o porteiro do doge havia enchido o seu alojamento de lenha, a fim de cortar in extremis o perigosíssimo avanço das chamas, tendo pago a alguns estivadores para essa tarefa.
Uma pessoa foi acusada directamente. No dia 31 de Janeiro de 1777 tinha terminado do governo do Doge Brizio Giustiniano e no dia 4 de Fevereiro fôra eleito o seu sucessor, Giuseppe Lomellini, seguindo-se todas as cerimónias para a entronização deste último. No dia 6 de Setembro deu-se a tomada deposse do doge, tendo-se realizado o grande banquete de instalação. O conselheiro, cargo também conhecido como "traglietta", no dia anterior ao incêndio havia depositado, nos pisos altos, os materiais que tinham sido utilizados em Setembro para essa grande ceia, sendo, por isso, acusado de dar mais alimento às chamas e aprisionado. Mas, uma vez que várias pessoas haviam colaborado com ele na execução de tal ordem, acabou por ser desculpado.
As suspeitas viraram-se, então, para um dos seus filhos, como executor material de um incêndio doloso com mandantes altamente colocados. A justificar estas duras acusações surgiram divergências entre os membros do Serenissimi Collegi (Sereníssimo Colégio) sobre os restauros do velho palácio: havia quem desejasse limitar ao mínimo a despesa na intervenção e quem quisesse refazer o edifício de novo. Um primeiro procediemnto para o restauro, iniciado em Janeiro de 1777, tinha-se limitado a reparar as fissuras das Salas do Grande Conselho. Depois de várias perícias, no dia 21 de Abril de 1777 tinha sido decretado, por parte do Serenissimi Collegi, a ernovção da cornija e do pavimento, e as intervenções de conservação das pinturas. Esta solução mínima tinha a oposição de quem acreditava conseguir os fundos necessários recorrendo à intervenção privada, no caso a dos Giustiniani, com um pedido explícito dirigido aos dois senadores da família, Brizio e Ottavio. O incêndio havia tornado mais actual aquela necessidade.

#### A reconstrução

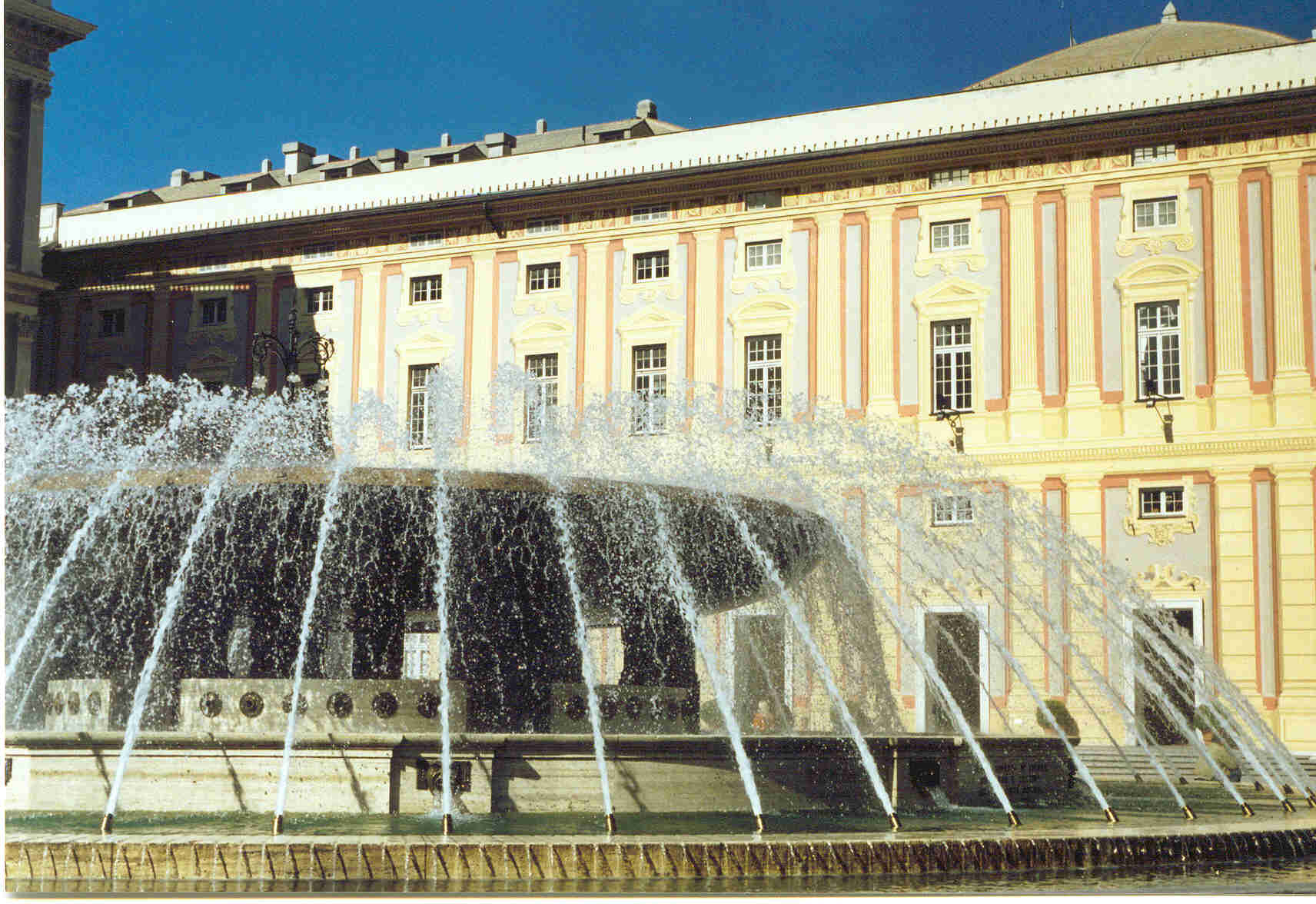
A fachada neoclássica do Palazzo Ducale di Genova, edificada depois do incêndio de 1777

Agostino Lomellini e Marcello Durazzo foram encarregados de dirigir a reconstrução. Mandaram cobrir provisoriamente os telhados abertos para evitar as infiltrações pluviais; para fazer isso, recorreram às madeiras e aos toldos das quatro galés da República (Capitana, Raggia, Santa Maria, San Giorgio).
Os pintores Carlo Giuseppe Ratti e Giuseppe Galeotti avaliaram o estado dos afrescos das duas salas, chegando à conclusão que seria suficiente uma cuidada limpeza para retirar o negrume do incêndio, e no máximo um restauro ou reparação, para o qual retomaram os esboços originais sempre conservados.
No final de Janeiro de 1778, Agostino Lomellini e Marcello Durazzo apresentavam aos Collegi a relação da sua reconstrução arquitectónica. Os seus consultores foram os arquitectos Claudio Storace e Pietro Cantoni e o mestre de obras Gaetano Perucco.
Por este grupo de técnicos seria, então, colocada uma certa resistência às propostas inovadoras vindas do exterior, vistas como uma intrusão nas suas competências. Vale a pena dizer que se foi mostrada resistência local à intervenção do grande arquitecto Simone Cantoni, estas eram puramente de origem suíço-ticinesa, como a maior parte dos mestres que desde há séculos operavam em Génova: a começar por Perucco, cuja família se havia naturalizado genovesa em seguida, com o matrimónio entre a sua filha Rosa e o Marquês Giacomo Adorno (1755-1834).
O grupo de técnicos locais propunha, portanto, com base nos seus conhecientos na matéria, várias alternativas: reconstruir o existente subindo o telhado 14 palmos, ou cobrir as salas com abóbadas em vez de tectos e o conjunto coberto por um telhado de abbadini ou de chapas de cobre. A segunda proposta duplicava os custos da primeira, quase os triplicando se considerados os aditamentos.

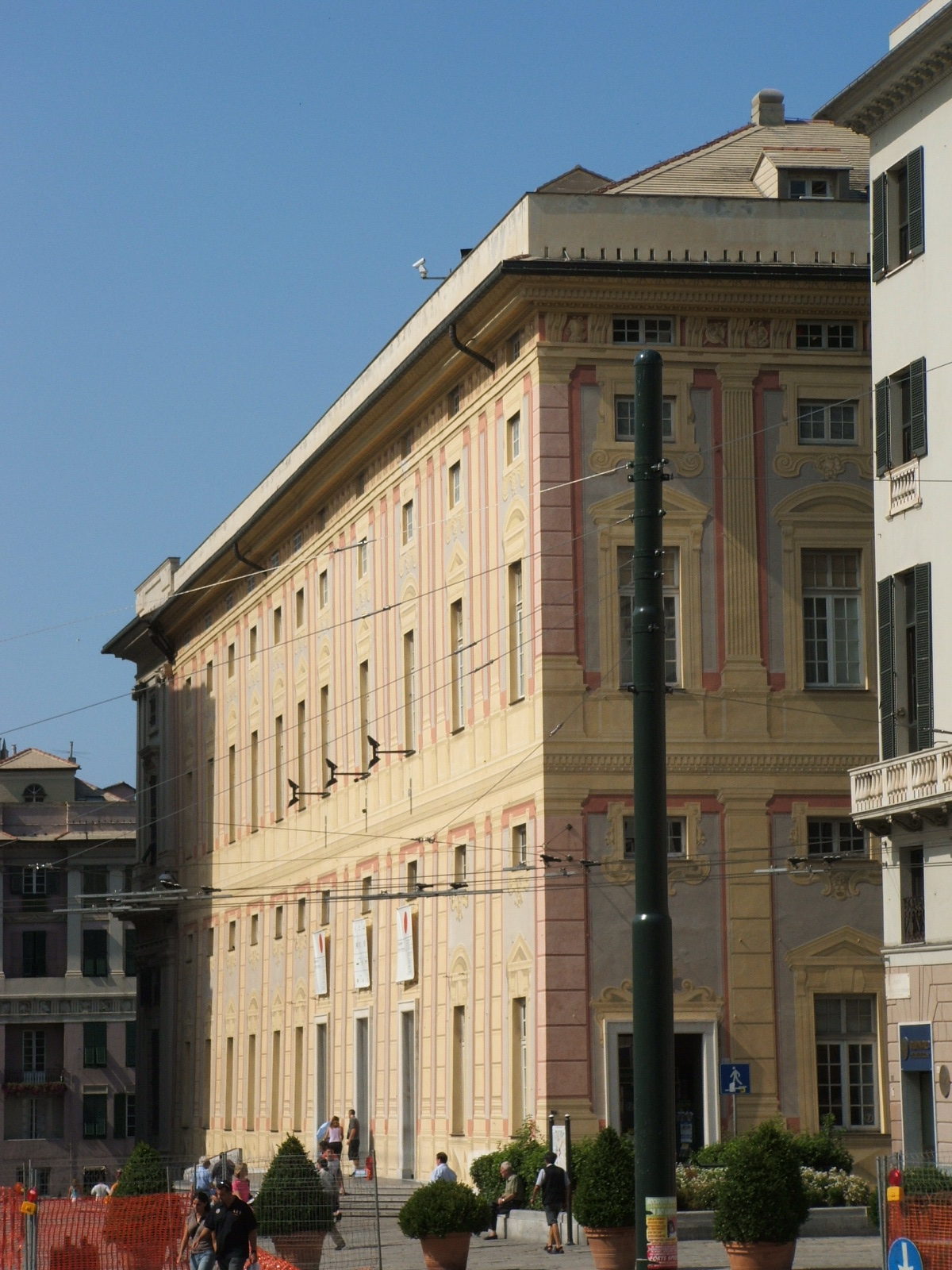
Vista parcial do Palazzo Ducale di Genova a partir da Piazza De Ferrari

Por fim, Gaetano Cantoni resolveu-se a chamar o seu mais famoso irmão, o arquitecto Simone Cantoni, residente e operante em Milão. Simone enviou um projecto seu, cuja realização foi aceite. Os trabalhos foram encetados entre Fevereiro e Março de 1778, mas tiveram que abrandar deviso ao clima invernoso e pela queda de alguma neve.
O projecto de Simone previa um sistema de abóbadas em alvenaria que convenceu a todos. Simone Cantoni compareceu pessoalmente em Génova, com os projectos detalhados para os complexos sistemas de abóbadas e para a decoração, incluindo estuques e colunas, e com o palaciano desenho da monumental fachada neoclássica. Piero Cantoni concordou em ceder o posto ao irmão; mas Claudio Storace, ofendido por ser colocado em segundo plano, opôs as suas reservas ao projecto. Segundo ele, aquele sistema de abóbadas não funcionaria sem uma adequada cadeia em ferro.
As suas objecções levaram a solicitar o parecer do capitão-engenheiro Girolamo Gustavo, o qual considerou resolvidos os problemas estáticos por Simone Cantoni, podendo ser instaladas, apenas para tirar quaisquer dúvidas, o sistema de cadeias exigido por Storace. Também Simone havia deixado a possibilidade eventual de adicionar tais ferros. Ainda não convencido, Storace encontrou outras objecções, para as quais foram pedidos os pareceres de outros construtores, desta vez franceses. Eram eles o abade Coreard e um outro prelado, o sacerdote Sanxay.
Estes, simplesmente, aceitaram como segura a solução de Simone Cantoni. Todavia, também Gustavo, embora aceitando a validade do estudo de estática do grande arquitecto, contestava ao projecto a exagerada altura das abóbadas, que devisdo a essa grandiosidade causavam desconforto ao espectador. O projecto acabou por ser aprovado. Para obter financiamento, Lomellini e Durazzo contactaram a "Casa di San Giorgio", a qual serviu de intermediária para conduzir doações por parte de privados e de seguradoras marítimas.
No que diz respeito aos materiais, Simone Cantoni havia tomado algumas decisões: quanto aos mármores, havia decidido que seriam fornecidos pelo Conde Carlo Del Medico Staffetti, de Carrara; os blocos de rossetto de Verezzi seriam utilizados para o rodapé da fachada, tendo sido encomendados a Giuseppe Martino e Fenochio Cavista, de Verezzi; os mármores do trono do Conselho Menor seriam providenciados por Andrea Della Torre, o pavimento dos salões por Franco Sivori e os ferros das abóbadas por Gaetano M. Testa, o qual transportava ferros trabalhados pelos trabalhadores em Bréscia. As madeiras para os andaimes seriam levadas dos bosques de Ronco di Maglio, Pallare e Savona, chegando a Génova por mar.

#### A pintura das salas
Faltava restaurar a parte pictórica. Os encarregados do restauro chamaram, de Roma, Raffaello Mengs, o qual, porém, justificando-se com os seus achaques causados pela idade, renunciou a vir pessoalmente. Também Giambattista Cipriani, um pintor toscano a trabalhar em Londres, declinou o convite. Restaram Carlo Giuseppe Ratti e Giuseppe Galeotti, os quais propuseram refazer os afrescos danificados e os perdidos, retomando os esboços. Ratti ficou, então, com o encargo de refazer os desenhos de Solimena. Galeotti faleceu entretanto, pelo que os restauro dos afrescos foi encomendado a Giovanni David e a Tagliafichi.

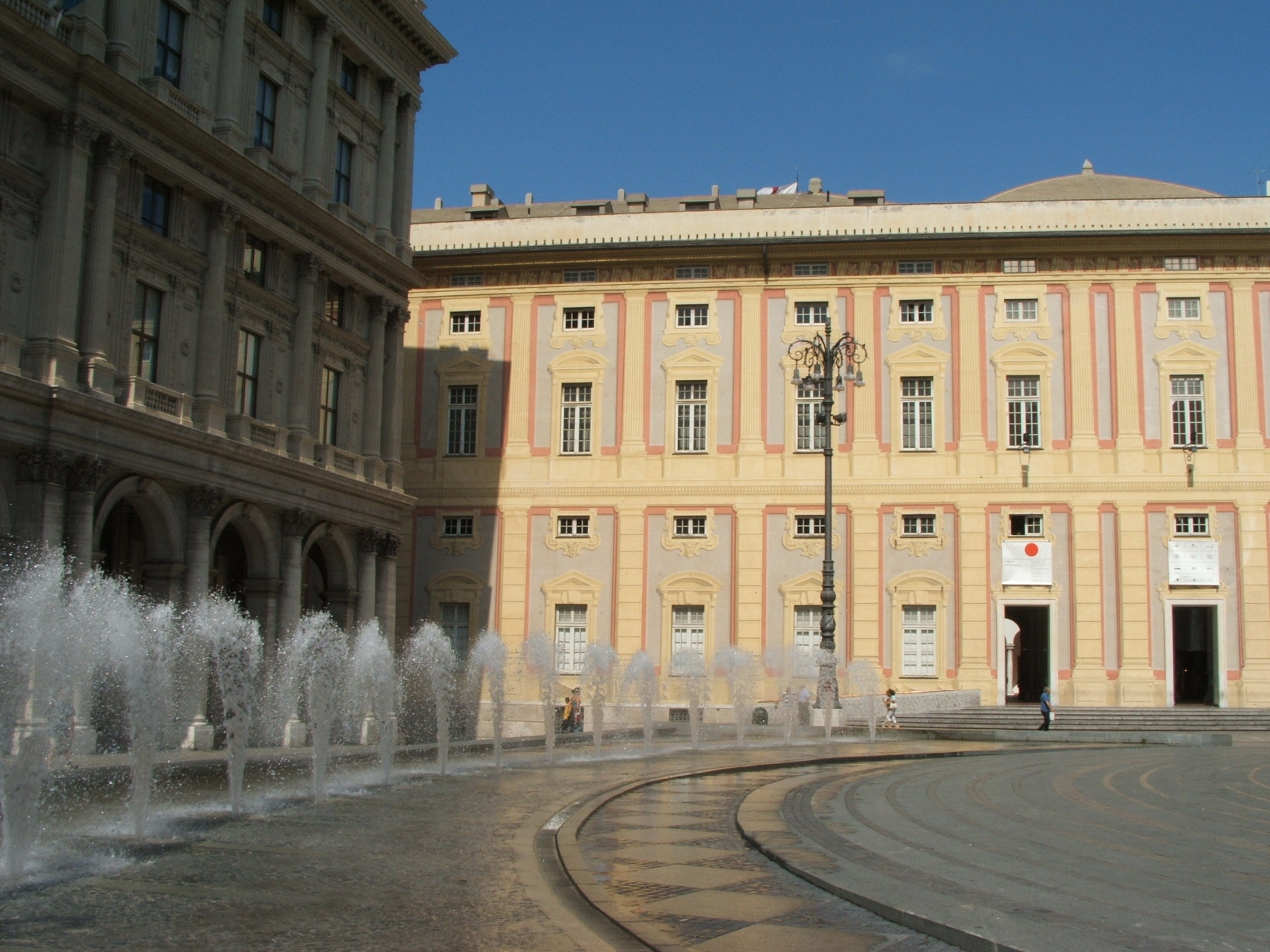
O Palazzo Ducale di Genova visto da Piazza Matteotti

O debate virou-se, então, para as representações do Salão do Conselho Maior, no medalhão central da sua abóbada, de 13,55 por 7,19 metros. Neste ponto, foi proposta a opção de solicitar subsídios aos Giustiniani. Os membros desta família, Giovanni Enrico, Alessandro, Luca e Orazio, estabeleceram o tema do afresco, e pelo jornal Avvisi, cuja publicação se tinah iniciado em 1777, lançaram o anúncio do concurso. De acordo com este, aceitavam obras tanto a fresco como em tela. O tema era uma alegoria da Ligúria, coroada entre as suas virtudes, com referências a Scio, ilha que estava, desde 1566, na posse dos Giustiniani. O anúncio foi publicado em Agosto de 1782, tendo atraído a atenção de vários artistas, cujos esboços foram expostos paar apreciação no claustro da Chiesa di Santa Maria di Castello. No dia 9 de Setembro de 1783 os esboços, cujos autores estavam identificados com nomes fictícios para não interferirem na decisão, foram escolhidos por voto secreto. A votação deu-se no próprio palácio, nos apartamentos do doge, estando presentes o Doge Giambattista Airoli com os patrícios Gian Enrico, Alessandro, Luca e Orazio Giustiniani, os académicos de mérito da Academia Ligure de Pintura, Antonio Villi e Gio Battista Gnecco, professores de pintura. Foram aprovados, com assinatura do chanceler e notário Angelo M. Nicolò Granara os esboços que seriam reconhecidos como pertencendo aos pintores Gio Cristoforo Unterperger, alemão, Giacomo Durno, inglês, e Gio Domenio Tiepolo, filho de Giovanni Battista Tiepolo, veneziano. Uma escolha posterior deu preferência aos esboços de Tiepolo. Gian Domenico executou os afrescos, embora não o tenha feito adequadamente, como foi descoberto no dia 14 de Novembro de 1785. Nesse mesmo ano, foram repintados por Giuseppe Isola, o qual substituiu as grandiosas imagens da alegoria dos Giustiniani por uma alegoria do Comércio dos Ligúres.
Para as abóbadas dos salões do Conselho Maior e do Conselho Menor chamaram inicialmente artistas desta craveira. Começadas por Tiepolo as principais imagens, foi pedido a Giovanni David que pintasse a óleo a Batalha de Meloria. A Emanuele Tagliafico foi pedida, então, a libertação de Jacopo Lusignano.
Giovanni David (1743? - 1780), seguidor de Tiepolo, era estranho ao ambiente da Academia Ligústica de Belas Artes e não servia aos ionteresses de Carlo Giuseppe Ratti. David compôs em contraposição em relação a Ratti; no entanto, embora se tenha pretendido ver nele um precursor do romantismo, na realidade é o epílogo duma longa estação de pintura tradicional decorativa, da qual interpretava as exigências mais conservadoras das ornadas celebrações transposta na fábula histórica e mitológica, nas dimensões duma Arcádia sempre confinada mais no sonho. Esta referência levava-o sempre a retomar a pintura de traço e contornos brilhantes.
Para o Palazzo Ducale di Génova, a escolha recaíra sobre ele pela sua opção de decorar ao jeito de Solimena o interior do palácio acabado de reconstruir por Simone Cantoni. David, um válido representante dos géneros pictóricos tardios, tinha sido aluno de Domenico Corvi, em Roma, e havia estudado directamente, em Veneza a partir de 1775, as pinturas de Tiepolo a Veronese. Regressado a Génova, depois de 1780, tinha visto ainda a pintura de Castiglione. Na Sala do Conselho Menor afrescou, no medalhão da abóbada central, a Al Ducale nella Sala del Minor Consiglio affresca, nel medaglione della volta centrale, a Batalha de Meloria.
Para esta arte, porém, estavam a mudar os tempos, dirigindo-se as correntes gerais para uma nova paixão neoclássica. Um avítima disso foi, duma certa forma, Gian Domenico Tiepolo, filho do grande Giovanni Battista, que prosseguia num estilo considerado, naquela época, superado.

#### A destruição das estátuas
Na sublevação que conduziu, em 1797, à proclamação da República Ligure, foram abatidas as duas estátuas de Montorsoli, as quais representavam, respectivamente, Andrea Doria e Giannettino Doria, neto do anterior.

#### Século XIX
Na Torre Grimaldina, então prisão, foi detido Jacopo Ruffini, que aqui se suicidou para não trair os amigos. Em sua memória foi colocada uma lápide com a inscrição:

Consacrò queste carceri il sangue di Jacopo Ruffini / mortovi per la fede italiana - 1833
A torre manteve a sua função carcerária durante todo o século XIX e ainda no início do século XX. Por esta passaram prisioneiros políticos, e não só, entre os quais os detidos pela tentativa de tumulto de Junho de 1857.
Com a abertura da Carrettiera Carlo Alberto, em 1835 (correspondente à actual Via San Lorenzo), foi demolida a muralha que fechava as alas laterais do palácio de modo a encerrar, num pátio fechado, a fachada de Simone Cantoni. As alas laterais cortadas pela intervenção foram reorganizadas com duas fachadas projectadas por Ignazio Gardella.
Ainda no século XIX, a construção da central Piazza De Ferrari - com a famosa fonte que se ergue no seu centro - tornou necessária a idealização duma fachada (aquela que actualmente é considerada a principal) e duma entrada alternativa em relação à que se abre para a Piazza Matteotti (considerada por muitos como secundária).

#### Séculos XX e XXI
O século XX foi marcado por novas destruições e restauros. Durante a Segunda Guerra Mundial, o palácio foi danificado pelos bombardeamentos aéreos
No início da década de 1990 (1990-1992 o palácio sofreu obras de restauro e reorganização da autoria do projectista e arquitecto Spalla.
Actualmente, o Palazzo Ducale di Genova acolhe, no seu andar nobre, importantes mostras de arte, debates e convénios (organizados nas salas afrescadas do Conselho Maior e do Conselho Menor), enquanto os pátios e arcadas disponibilizam estabelecimentos comerciais e de restauração.

## Palácio para uma corte inexistente
Eis uma descrição histórica fornecida pelo estudioso Giuseppe Marcenaro na revista cultural da Fundação Carige:
O palácio era a sede duma corte inexistente. Sem esplendor. Isto deve depender também do facto de, apesar da pretensão palaciana, o palácio nunca foi o palazzo della città ("palácio da cidade").

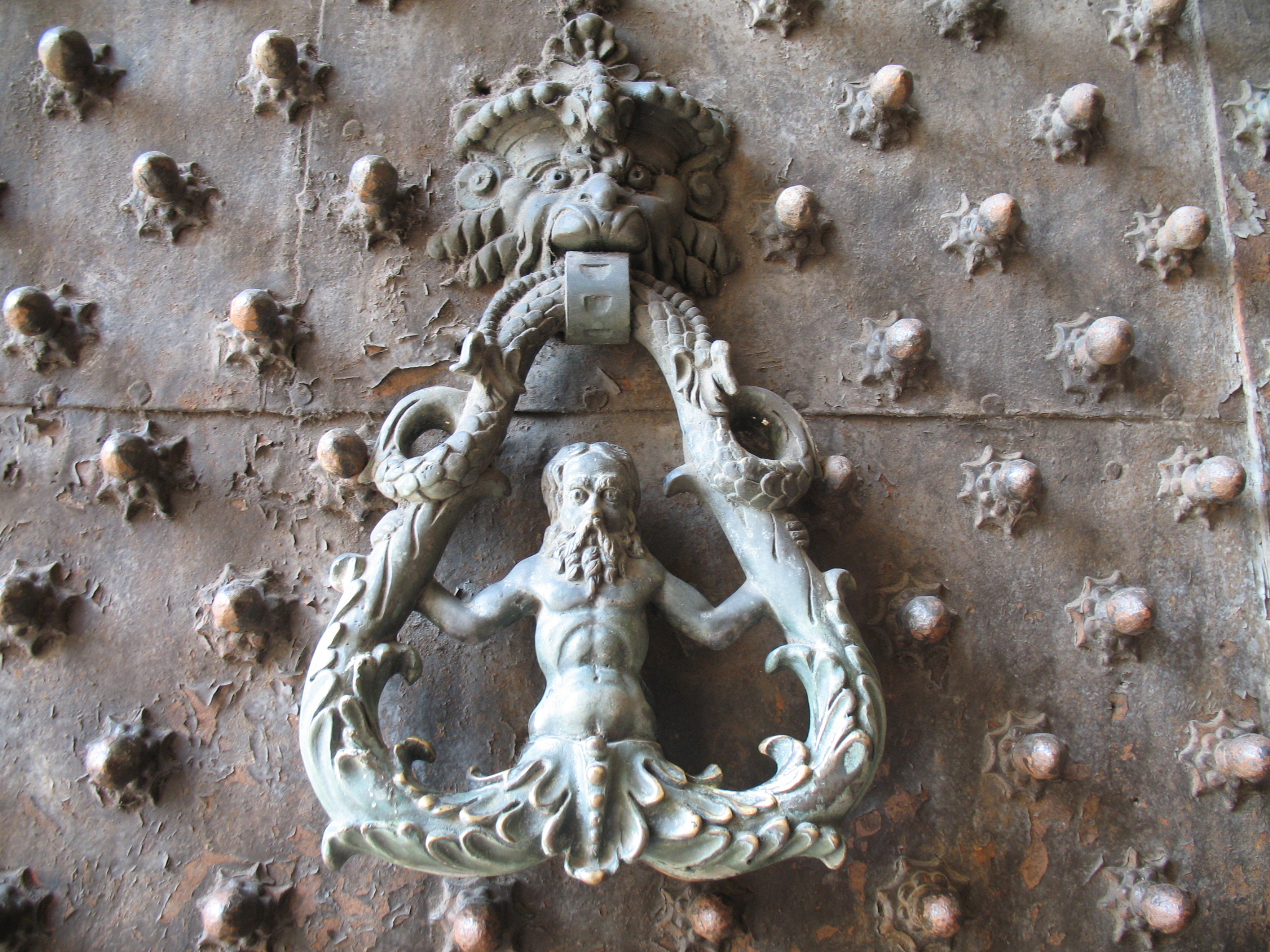
Detalhe do portão de entrada na Piazza Matteotti

Os assuntos do Estado eram decidisos por outras partes. Os grande apoiantes, em geral, são os labirintos do mundo, os cronistas da história, mesmo efémera, o que já quer dizer alguma coisa.
Este palácio não possui a arcana e férrea pujança da inviolabilidade que faz sentir um poder que determina a vida duma comunidade.
Teve uma sorte inanimata que através dos séculos mostrou uma constância obsessiva, reflexo opaco dos magníficos, como se auto-celebravam os seus inquilinos. As mudanças que calendarizaram a história oficial do palácio foram cento e quarenta e uma.
Numa gravura de meados do século XIX, devida ao habitual Alfredo Noack, fotógrafo que tem hoje uma certa fama, o palácio dá espectáculo numa praça deserta. A imobilidade do ar é desarmente. Mas isso deve ser efeito do aparelho fotográfico que produziu a imagem. Como em todas as fotografias do tempo aquilo que é mais notável é a indolência da vista.

Apenas uma ou outra sombra atravessa a praça: são os fantasmas do negativo, sinais das raras pessoas que, dada a duração da exposição, permaneceram impressionadas na chapa como um rasto exangue que recorda as inquietantes visões dos contos de Henry James.— G.Marcenaro